# Sân bay Luleå
Sân bay Luleå (IATA: LLA, ICAO: ESPA) (tiếng Thụy Điển: Luleå flygplats) là một sân bay nằm 10 km về phía đông nam của Luleå, Thụy Điển, gần làng Kallax. Đây là sân bay lớn nhất ở phía bắc Thụy Điển (Norrland), lớn thứ 5 ở Thụy Điển. Năm 2005, đã có 902.168 lượt khách thông qua, phần lớn là khách đi và đến Stockholm.
Sân bay này được khai trương năm 1984. Điểm đến Murmansk, Nga đã được Arkhangelsk Airlines kết nối đầu thập niên 1990. Tuy nhiên năm 2006 hãng này bị cấm do Liên minh châu Â áp dụng hạn chế ô nhiễm và tiếng ồn. Hãng. Nordkalottflyg (Barents AirLink) đã tiếp tục tuyến này vào tháng 5 năm May 2006 nhưng đã ngưng vào năm 2007.

## Các hãng hàng không và các tuyến điểm
- Barents AirLink (Pajala, Kiruna, Tromsø)
- City Airline (Gothenburg-Landvetter)
- Direktflyg (Sundsvall)
- Norwegian Air Shuttle (Stockholm-Arlanda)
- Nordic Regional (Umeå, Östersund)
- Scandinavian Airlines (Stockholm-Arlanda)

Ngoài ra còn có các chuyến thuê bao từ các quốc gia quanh Địa Trung Hải, quần đảo Canary và Thái Lan.